# In the Still of the Night
| Оценки критиков | Оценки критиков |
| Источник        | Оценка          |
| --------------- | --------------- |
| AllMusic        | Без оценки      |

«In the Still of the Night» (также «In the Still of the Nite») — песня, написанная Фрэдом Пэррисом и впервые выпущенная в 1956 году (как сингл) его вокальной группой The Five Satins. Тогда в 1956 году песня поднялась в США на 24 место синглового поп-чарта (теперь Billboard Hot 100), потом ещё несколько раз переиздавалась и в него возвращалась.
В 2004 году журнал Rolling Stone поместил песню «In the Still of the Nite» в исполнении группы The Five Satins на 90 место своего списка «500 величайших песен всех времён».
В списке 2011 года песня также находится на 90 месте.
Кроме того, песня «In the Still of the Nite» в исполнении группы The Five Satins входит в составленный Залом славы рок-н-ролла список 500 Songs That Shaped Rock and Roll.
В США по продажам сингл с ней был сертифицирован золотым.
Песня в фильме Мартина Скорсезе «Ирландец» (2019).

## Версия Boyz II Men
Ближе к концу 1992 года акапельная версия этой песни была издана как сингл американской мужской вокальной группой Boyz II Men. В декабре песня достигла 3 места в чарте Hot 100 Airplay американского журнала «Билборд», а в январе 1993 года 3 места в Billboard Hot 100.

### Список композиций
7"
1. "In the Still of the Nite (I'll Remember)" (LP version) — 2:51
2. "Snippets from 'An American Dream'" by The Jacksons

CD (макси-сингл)
1. "In the Still of the Nite (I'll Remember)" (LP version) — 2:51
2. "Snippets from 'An American Dream'" by The Jacksons
3. "Medley" ("I Want You Back" (live) / "ABC" (live)) by The Jacksons

### Чарты

#### Недельные чарты
| Чарт (1993)                                   | Наив. поз. |
| --------------------------------------------- | ---------- |
| Австралия (Australian ARIA Singles Chart)     | 11         |
| Франция (SNEP)                                | 24         |
| ФРГ (Media Control Charts)                    | 69         |
| США (Billboard Hot 100)                       | 3          |
| США (Billboard Rhythmic Top 40)               | 3          |
| США (Billboard Hot Adult Contemporary Tracks) | 11         |
| США (Billboard Hot R&B Singles)               | 4          |

#### Итоговые чарты за год
| Чарт (1993)             | Наив. поз. |
| ----------------------- | ---------- |
| США (Billboard Hot 100) | 12         |